# Parcella quadrinota
Parcella quadrinota är en fjärilsart som beskrevs av Butler 1870. Parcella quadrinota ingår i släktet Parcella och familjen Riodinidae. Inga underarter finns listade i Catalogue of Life.